# Ghauri (míssil)

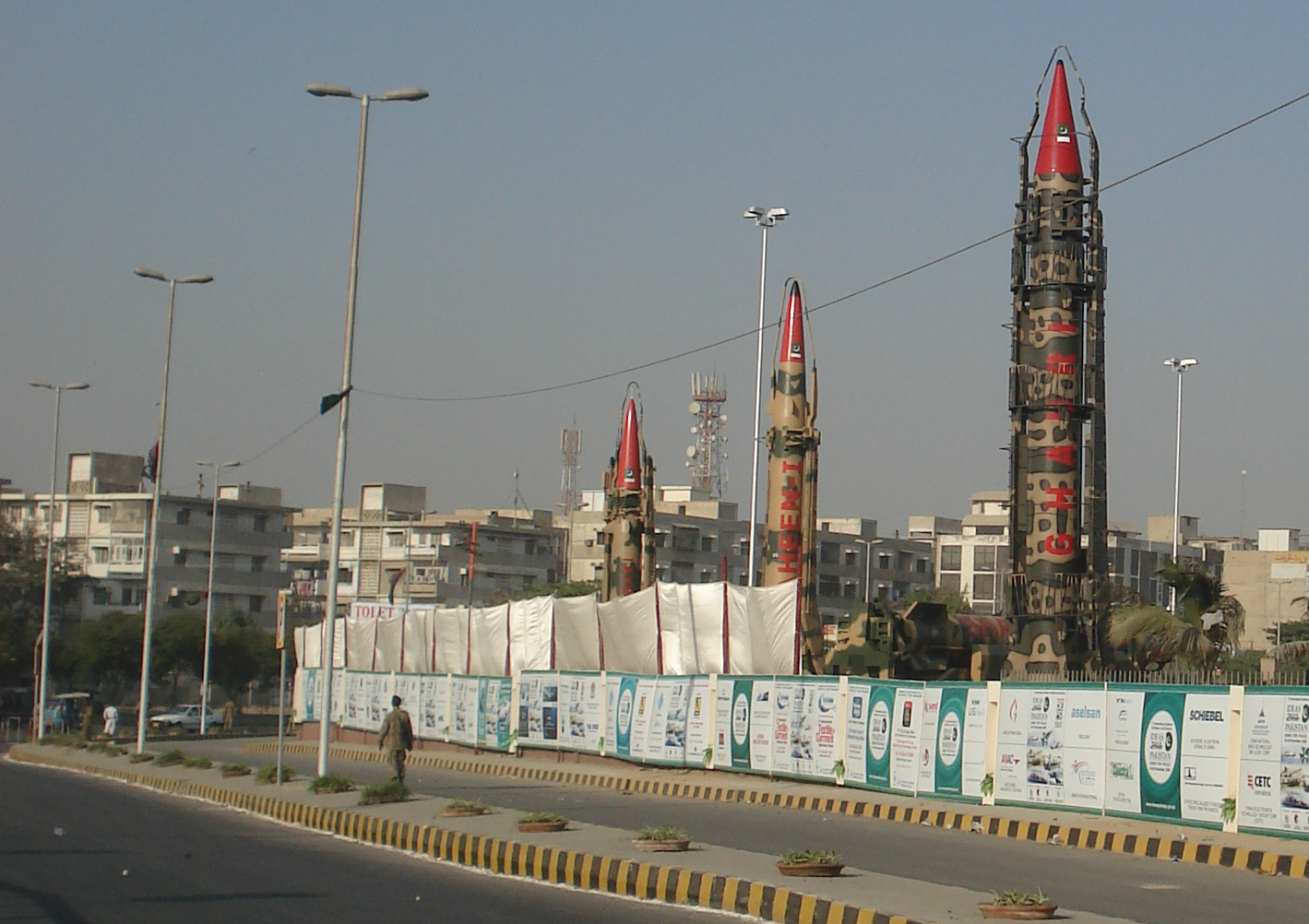
Míssil Ghauri

Ghauri (língua Urdu: غوری) (ou míssil Hatf V) é um míssil balístico de médio alcance desenvolvido no Paquistão.